# Hradlo OR
Hradlo OR, zkráceně jen OR, je logický člen, který realizuje operaci logické disjunkce.
Z pravdivostní tabulky hradla OR vyplývá, že na výstupu hradla bude logická 1, pokud alespoň na jednom ze vstupů hradla bude signál, který odpovídá logické 1.

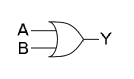
Schematická značka hradla OR dleANSI/MIL

Schematická značka hradla OR dle International Electrotechnical Commission

## Logika hradla
{\displaystyle Y=A\lor B}

## Implementace hradla
|  |  |  |  |

## Náhrada hradla OR
Hradlo OR je možné v zapojení elektronického obvodu nahradit pomocí hradel NOR nebo NAND.
| Hradlo OR | OR pomocí obvodů NAND | OR pomocí obvodů NOR |
| --------- | --------------------- | -------------------- |
|           |                       |                      |

## Řada 4000
- 4071: 4× hradlo OR se čtyřmi vstupy [2]
- 4072: 2× hradlo OR se čtyřmi vstupy[3]
- 4075: 3× hradlo OR se třemi vstupy[3]

## Řada 7400
- 7432: 4× hradlo OR s dvěma vstupy [4]